# Duncker & Humblot
Duncker & Humblot es una editorial alemana fundada en 1798, que publica obras de filosofía, ciencia jurídica, sociología, política y literatura. Actualmente se ubica en Berlín.
Publica anualmente cerca de 300 monografías y en ella se editan 15 revistas científicas, entre ellas, Soziologisches Jahrbuch, Zeitschrift für Historische Forschung, Der Staat y Rechsttheorie.

## Autores destacados
- Goethe
- E.T.A. Hoffmann
- Friedrich de la Motte Fouqué
- Niklas Luhmann
- Max Weber
- Hegel
- Carl Schmitt.